# The Anthem
«The Anthem» — второй сингл с альбома Питбуля 2007 года The Boatlift. В нём принял участие кранк рэпер Лил Джон. Вступительная строчка также является и главным хуком песни, который был взят со старого латиноамериканский хита 70-х «El Africano» группы Sonora Dinamita. В нём присутствует семпл из «Calabria» датского продюсера и DJ Rune Reilly Kølsch, также известного как Enur.

## «Defense» (Официальный ремикс на «The Anthem»)
Официальный ремикс под названием «Defense (The Anthem)» был сделан при участии тринидадского сока артиста Машеля Монтано с Питбулем & Лил Джоном. Ремикс появился также на альбоме Machel Montano, Flame on (Wining Season — американская версия альбома). Песня примечательна тем, что основной ритм проигрывается на синтезаторном саксофоне, на котором наложен Минорное трезвучие.
Клип с ремиксом можно просмотреть на YouTube.

## Клип
Клип для песни был снят в Тринидаде и Тобаго, Майами и Атланте и стала посвящением Натасье Саад.

## Позиции в чарте
| Чарт (2007-08)           | Наивысшая позиция |
| ------------------------ | ----------------- |
| Swiss Singles Chart      | 64                |
| US Billboard Hot 100     | 36                |
| US Billboard Rap Songs   | 8                 |
| US Billboard Latin Songs | 24                |